# Alfred Gonti Pius Datubara

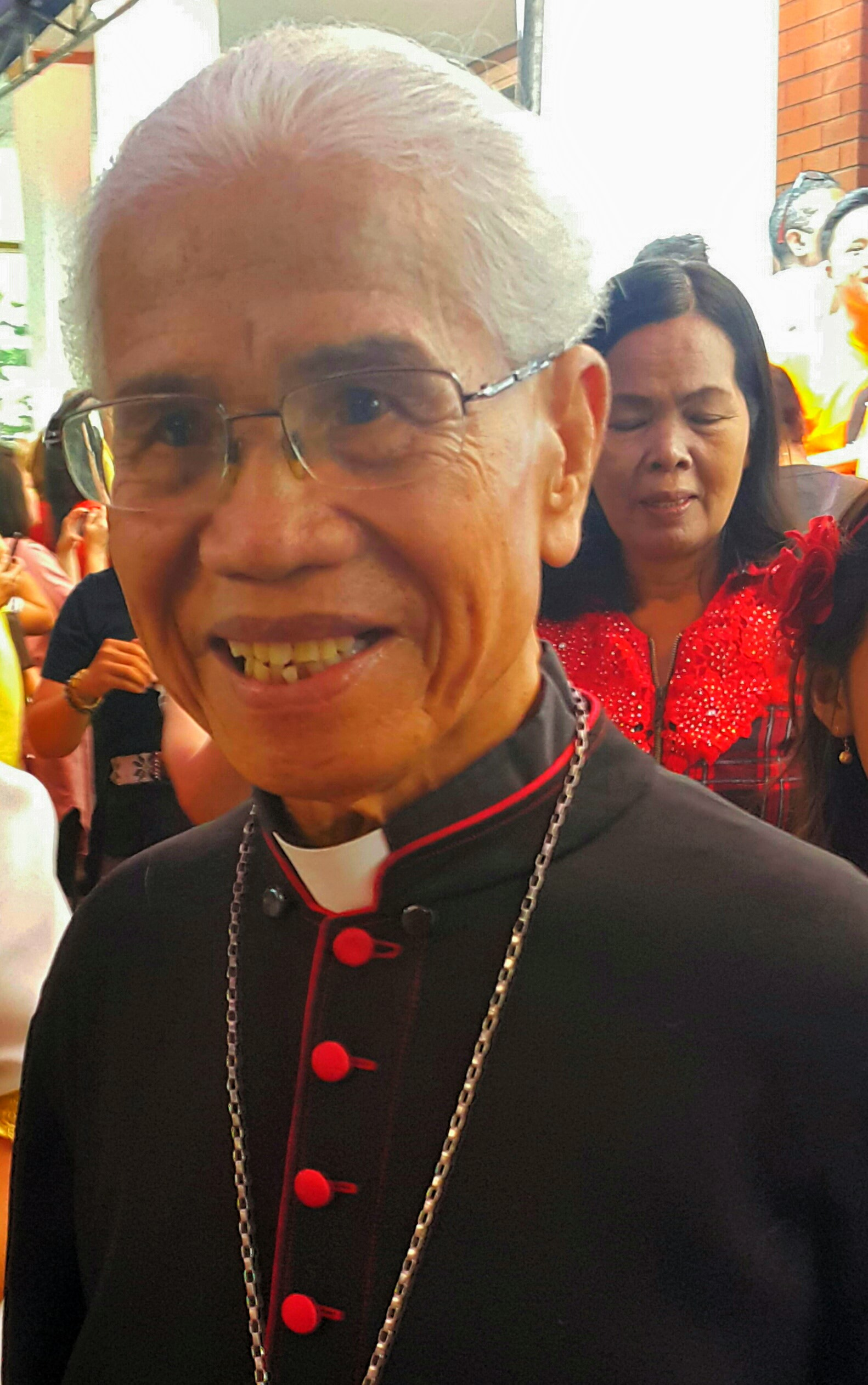
Alfred Gonti Pius Datubara, 2017

Alfred Gonti Pius Datubara OFMCap (* 12. Februar 1934 in Lawe Bekung) ist emeritierter Erzbischof von Medan.

## Leben
Alfred Gonti Pius Datubara trat der Ordensgemeinschaft der Kapuziner bei und empfing am 22. Februar 1964 durch den Erzbischof von Medan, Antoine Henri van den Hurk OFMCap, die Priesterweihe.
Papst Paul VI. ernannte ihn am 5. April 1975 zum Titularbischof von Novi und zum Weihbischof in Medan. Der Erzbischof von Semarang, Justinus Kardinal Darmojuwono, spendete ihm am 29. Juni desselben Jahres die Bischofsweihe; Mitkonsekratoren waren Antoine Henri van den Hurk OFMCap, Erzbischof von Medan, und Raimundo Cesare Bergamin SX, Bischof von Padang.
Am 24. Mai 1976 wurde er zum Erzbischof von Medan ernannt. Am 12. Februar 2009 nahm Papst Benedikt XVI. sein altersbedingtes Rücktrittsgesuch an.